# Bangah
Bangah is een bestuurslaag in het regentschap Sidoarjo van de provincie Oost-Java, Indonesië. Bangah telt 8351 inwoners (volkstelling 2010).